# Carroll Inlet
Das Carroll Inlet (in Chile Canal Carroll) ist eine Bucht an der English-Küste des westantarktischen Ellsworthlands. Sie liegt mit südöstlicher Ausdehnung zwischen der Rydberg-Halbinsel und der Smyley-Insel. Am Kopfende teilt sie sich durch die Case-Insel in zwei Seitenarme auf und wird östlich durch das Stange-Schelfeis begrenzt.
Entdeckt wurde sie am 22. Dezember 1940 bei einem Überflug durch Teilnehmer der United States Antarctic Service Expedition (1939–1941). Namensgeber ist der US-Luftbildfotograf Arthur James Carroll (1907–1992), ein Expeditionsteilnehmer.